# Birger Johansson
Per Birger Johansson, född 3 november 1887 i Åby-Klippan, Kristianstads län, död 5 december 1975, var en svensk diplomat.

## Biografi
Johansson tog studentexamen i Helsingborg 1907 och kansliexamen i Lund 1910. Han tjänstgjorde vid Utrikesdepartementet (UD) 1911 och var attaché i Helsingfors 1912 och Hamburg 1913. Johansson var tillförordnad andre sekreterare 1914, tjänstgjorde i Petrograd 1916, var tillförordnad vice konsul i Narvik 1917, tillförordnad konsul i Vasa 1918, Rouen 1918 och Mariehamn 1919. Han var chef för arvs- och ersättningsbyrån vid rättsavdelningen vid UD 1923, konsul Reval 1925, legationsråd i Moskva 1927, byråchef vid UD 1929, utrikesråd och chef för personal- och administrativa avdelningen vid UD 1931, envoyé i Riga, Reval och Kaunas 1935, chef för UD:s B-avdelning 1941 och envoyé i Belgrad 1948-1953.
Johansson gifte sig 1917 med Signe Thornquist (född 1888). Han var far till Göran Thornquist (1922-1984).

## Utmärkelser

### Svenska utmärkelser
- Kommendör med stora korset av Nordstjärneorden, 11 november 1952.[2]
- Kommendör av första klassen av Nordstjärneorden, 15 november 1937.[3]
- Kommendör av andra klassen av Nordstjärneorden, 24 november 1934.[4]
- Riddare av Nordstjärneorden, 1925.[5]

### Utländska utmärkelser
- Första klassen av Estniska Vita stjärnans orden, tidigast 1940 och senast 1942.[6][7]
- Storkorset av Finlands Lejons orden, tidigast 1945 och senast 1947.[8][9]
- Storkorsriddare av Isländska falkorden, tidigast 1947 och senast 1950.[9][10]
- Storkorset av Jugoslaviska Fanans orden, tidigast 1950 och senast 1955.[2][10]
- Storkorset av Lettiska Tre Stjärnors orden, tidigast 1935 och senast 1940.[6][11]
- Storkorset av Litauiska Storfurst Gediminas orden, tidigast 1940 och senast 1942.[6][7]
- Riddare av storkorset av Nederländska Oranien-Nassauorden, 14 mars 1946.[12][8][9]
- Storkorset av Norska Sankt Olavs orden, tidigast 1945 och senast 1947.[8][9]
- Storkorset av Ungerska republikens förtjänstorden, 1947.[9][13]
- Storkorset av andra klassen av Mexikanska Aztekiska Örnorden, tidigast 1950 och senast 1955.[2][10]
- Storofficer av Belgiska Kronorden, 1947.[9][13]
- Storofficer av Bulgariska Civilförtjänstorden, tidigast 1948 och senast 1950.[10][13]
- Kommendör av första klassen av Finlands Vita Ros’ orden, tidigast 1931 och senast 1935.[11][14]
- Storofficer av Italienska republikens förtjänstorden, tidigast 1955 och senast 1962.[1][2]
- Storofficer av Rumänska kronorden, tidigast 1931 och senast 1935.[11][14]
- Kommendör av Franska Hederslegionen, tidigast 1948 och senast 1950.[10][13]
- Officer av Franska Hederslegionen, tidigast 1945 och senast 1947.[8][9]
- Tredje klassen av Finska Frihetskorsets orden, tidigast 1921 och senast 1925.[15][16]
- Officer av Tjeckoslovakiska Vita lejonets orden, tidigast 1925 och senast 1928.[16][17]